# Chiara Sacchi
Chiara Sacchi (Haedo, 2002) is een Argentijns klimaatactiviste.

## Biografie
Sacchi is geboren en getogen in Haedo, in de provincie Buenos Aires en studeerde in Elmina Paz de Gallo, in El Palomar. Zij groeide op in een familiale omgeving waar gezond eten altijd belangrijk was en dat is de reden waarom veel van haar acties draaien rond deze kwestie. Ze heeft in verschillende toespraken en interviews benadrukt dat ze werd gedreven door klimaatverandering omdat ze doodsbang was voor plotselinge temperatuurschommelingen in haar thuisland.

## Activisme
Sacchi nam als militante activist deel aan de Slow Food-organisatie van Argentinië, een wereldwijde groep die zich inzet voor de bescherming van de biodiversiteit en de voedselsoevereiniteit. Met betrekking tot gezond eten nam zij ook deel aan Terra Madre Salone del Gusto, een internationaal gastronomisch evenement dat in Turijn wordt gehouden en waar voedselproducenten en ambachtslieden van over de hele wereld samenkomen.
Tijdens de 2019 UN Climate Action Summit, op 23 september 2019 diende Sacchi samen met vijftien andere jongeren, waaronder Greta Thunberg, een klacht in bij het Comité voor de Rechten van het Kind van de Verenigde Naties en beschuldigde Argentinië, Brazilië, Duitsland, Frankrijk en Turkije het Verdrag inzake de rechten van het kind te schenden door de klimaatcrisis niet adequaat aan te pakken.